# OT–34
Az OT–34 (oroszul: ОТ — огнемётный танк, magyar átírásban: ognyemjotnij tank, magyarul: lángszórós harckocsi) szovjet második világháborús lángszórós harckocsi, amely a T–34-es harckocsin alapult. A harckocsi fő fegyverzetének változatlanul hagyása mellett a lángszórót a homlokpáncélban lévő géppuska helyére építették be. Kezdetben a benzinnel üzemelő ATO–41, majd később az ATO–42 lángszórókat alkalmazták. 1941–1945 között gyártották. 1944-től a T–43–85-ös változat alapjain készült.